# 乌日图高勒庙 (苏尼特右旗)
乌日图高勒庙，位于内蒙古自治区锡林郭勒盟苏尼特右旗，是一座藏传佛教格鲁派寺院。

## 简介
乌日图高勒庙是过去蒙古苏尼特部较著名的寺庙之一。第二次国共内战期间，乌日图高勒庙是曾发生与中共领导的革命有关的重要事件的寺庙之一。
如今，乌日图高勒庙早已被毁。